# Прокопович Микола Якович
Микола Якович Прокопович (27 листопада (9 грудня) 1810, Оренбург, Російська імперія — 1 (13) червня 1857, Санкт-Петербург, Російська імперія) — російський поет, редактор першого 4-томного «Збори творів» М. Гоголя, його багаторічний кореспондент та близький друг, — від часу навчання у Ніжинській Гімназії вищих наук князя Безбородька. Гімназійний товариш А. Мокрицького.

## Біографія
Народився у Західному Сибіру, в Оренбурзі, у сім'ї начальника прикордонної митниці Якова Семеновича Прокоповича. Незабаром після народження сина батько вийшов у відставку і переїхав на Україну, до міста Ніжина, де згодом був обраний «повітовим маршалом», тобто предводителем дворянства. До десяти років хлопчик виховувався в сім'ї, а в 1821 почав вчитися в «Гімназії вищих наук», що щойно відкрилася в Ніжині. Разом з ним, але у групу на рік старший, вступив і Микола Васильович Гоголь-Яновський.
Прокоповича та Гоголя поселили разом, і хлопці потоваришували. Найбільше їх зблизила пристрасть, що вразила у свій час всю гімназію, — до театру. Обговорювалися сценки свого твору, репетирувалися і давалися спектаклі, вивчалися п'єси. Прокопович, за спогадами, хоч і поступався за акторським обдаруванням тому ж Гоголю або Кукольнику, все ж таки «відзначився» у трагічних ролях, у той час як Гоголю краще давалися комічні.
Гоголь закінчив гімназію раніше і поїхав «шукати щастя» до Петербурга з однокашником Данилевським; Прокопович приєднався до них після закінчення гімназії 1829 року. Якийсь час молоді люди винаймали житло в складчину і намагалися влаштувати своє життя. Наприклад, розносили по видавництвах свої вірші (перший виданий вірш Прокоповича називається досить промовисто - "Мої мрії"). В цей же період і Гоголь, і Прокопович пробували розпочати театральну кар'єру, — Прокопович навіть вступив до Театрального училища і виконав кілька німих ролей, але досить швидко покинув усе і вже наступного літа, 1832 року, повернувся додому, до Ніжина.
Взимку 1832 року Прокопович знову в Петербурзі і до 1836 року, не маючи постійного доходу, заробляв репетиторством. У 1836 році він отримав місце викладача російської словесності в Першому кадетському корпусі і близько того ж часу одружився, оскільки джерела вказують про «невблаганний і постійно зростаючий гніт сімейних турбот, незабезпеченого стану та досконалої відсутності дозвілля». (Дружина - Трохньова(?) Марія Никифорівна (1812-1879), дочка Ольга (нар. 26.02.1836), дочка Олександра (нар. 23.02.1837), дочка Катерина (нар. 27.08.1842)).
Писати М. Прокопович почав рано, ще в гімназії, пробуючи себе у всіх видах поезії, але через властиву йому невпевненість друкував свої твори неохоче; вірш у нього був «гладкий, і загальний напрямок його поезії дуже симпатичний». Прокопович залишив одну повість у віршах, кілька балад і казок, названих його біографом, В. Шенком, «дотепними», і ряд дрібних віршів, особливо вдалим з яких той же Шенк вважає вірш «Місто» («Сучасник». СПб, 1838).
З 1839-го року був викладачем російської мови в Першому кадетському корпусі (Санкт-Петербург).
Творчість Прокоповича не дозріла до самостійного і залишилося під сильним впливом Пушкіна, Жуковського та інших сучасних російських поетів. Збірка його віршів було видана М. Гербелем у 1858 році. У тому ж році стало відоме його листування з Гоголем.
І. Панаєв у своїх «Спогадах» написав, що Прокопович був «великим диваком і найдобрішою людиною», — перед Гоголем він благоговів і з великим полюванням займався виданням його творів.
Помер Микола Прокопович 1 (13) червня 1857 року   - «від злої сухоти»; похований на Смоленському цвинтарі у Санкт-Петербурзі.

## Відносини з Гоголем
- Російський критик Д. Писарєв дав аналіз даним стосункам у своїй замітці:

«Прокопович разом із Гоголем виховувався у Ніжинському ліцеї, потоваришував із ним у молодості та залишився близький до нього протягом усього життя. Гоголь часто бачився з ним, коли мешкав у Петербурзі, де Прокопович служив після закінчення ліцейського курсу; під час розлуки вони вели між собою постійне листування, відверту товариську бесіду, яка кидає яскраве світло на особистість Гоголя як людини. За кордоном, у Парижі, у Римі, Гоголь любив забувати на час свої турботи, душевні хвилювання і фізичні хвороби, любив переноситися уявою у веселий гурток колишніх товаришів. У своїх листах до Прокоповича, пройнятих задушевним, теплим почуттям, він часто згадує ліцейські роки і з щирою участю розпитує своїх однолітків. Гоголь бачив у Прокоповичі чудовий творчий талант і в листах своїх часто вмовляє його взятися за перо; у літературних досвідах Прокоповича справді помітні проблиски істинного таланту, але цей талант ніколи не отримав повного розвитку. Прокопович задовольнявся скромною посадою вчителя, друкував мало й неохоче та рішуче не виправдав тих надій, які покладав на нього Гоголь. Спроби його пройшли непоміченими, і Прокопович як письменник рішуче невідомий у російській літературі. Натомість ім'я його займає важливе місце у біографії Гоголя; він допомагав нашому поету справою та порадою; без його він завідував виданням його творів; йому доручено було надсилати Гоголю гроші за кордон; його спокійна веселість розганяла при побаченні меланхолію Гоголя; у домі Прокоповича збирався гурток ніжинських товаришів, і в цьому товаристві Гоголь був веселий, жартував і складав на спільних знайомих різні пісні та куплети. У розлуці листа Прокоповича підтримували в Гоголі веселий настрій і служили йому справжньою відрадою на чужині. (…) Листи […] показують нам, як тісні були їхні стосунки. Гоголь з повною відвертістю говорить у них про свої потреби, про свої плани та надії. Втім, у цих дружніх стосунках найкраща роль належала не Гоголю. Здебільшого своїх листів, особливо у тих, що належать до часу друкування „Мертвих душ“, Гоголь вимагає від Прокоповича різноманітних послуг та послуг; мабуть зловживає його дружньою запобіжністю і навіть іноді, у разі якоїсь невдачі чи помилки Прокоповича, дає йому відчути своє незадоволення в якомусь непрямому натяку. „Дільною перепискою“ Гоголь називає тільки таку, у якій йдеться про „Мертві душі“ та про видання його творів; у всіх листах він говорить про себе, про свої потреби і лише зрідка, для пристойності, покровительним тоном переконує Прокоповича взятися за перо та розвивати свій літературний талант. Гоголя тоді займали суто практичні, промислові інтереси; у листах, що належать до часу видання творів, цілі сторінки наповнені міркуваннями про шрифт, про папір, про ціну. Більш чудові інші листи Гоголя, в яких він говорить про стан своєї душі, - листи, що відносяться до наступних років його життя, пройняті зневірою, хворобливим сумом, повною недовірою до власних сил. (…) Для біографії Прокоповича немає інших матеріалів, крім листування його з Гоголем, причому сам Прокопович важливий нам як друг великого поета…».
- На думку ряду дослідників[5], Гоголь залишився незадоволеним роботою Прокоповича над виданням «Збірки».

### Останній лист
- Листування друзів стало відоме завдяки публікаціям М. Гербеля в «Сучаснику» (1858. Т.67, лютий) та «Російському Слові» (1859, № 1). Останній лист Гоголя до Прокоповича з усією повнотою, на думку Писарєва, висловлює похмурий настрій гоголівського духу: «Тільки у дружньому листі міг так повно виявитися стан душі нашого поета. У кожному слові Гоголя видно болюча внутрішня порожнеча, невдоволення він і інших; видно, що в Гоголі вже відбувся сумний переворот, внаслідок якого він вдався в святенництво і зрікся кращих своїх творів. Звідси походять скарги його шанувальників, які, звісно, було неможливо зрозуміти його „Листування з друзями“, яка в ньому показала досконалу зміну основних переконань»:

|  | Март 29 <1850>. Москва. На твоё письмо не отвечал, в ожидании лучшего расположения духа. С нового года напали на меня всякого рода недуги. Всё болею и болею; климат допекает; куды убежать от него, ещё не знаю; пока не решился ни на что. Рад, что ты здоров и твое семейство также. По-настоящему следует позабывать свою хандру, когда видишь, что друзья и близкие ещё, слава Богу, здравствуют. Впрочем, и то сказать: надобно знать честь. Мы с тобой, слава Богу, перешли сорок лет и во всё это время ничего не знали, кроме хорошего, тогда как иных вся жизнь — одно страдание. Да будет же прежде всего на устах наших благодарность. Болезни приостановили мои занятия «Мёрт<выми> душам<и>», которые пошли было хорошо. Может быть, болезнь, а может быть, и то, что, как поглядишь, какие глупые настают читатели, какие бестолковые ценители, какое отсутствие вкуса… просто не подымаются руки. Странное дело, хоть и знаешь, что труд твой не для какого-нибудь переходного современной минуты [sic!], а все-таки современное неустройство отнимает нужное для него спокойствие. Уведоми меня о себе. Всё же и в твоей жизни, как дни её, по-видимому, ни похожи один на другой, случится что-нибудь не ежедневное: или прочтётся что-нибудь, или услышится, или сама собой, как подарок с неба, почувствуется такая минута, что хотел бы благодарить за неё долго и быть вечно свежим и новым в своей благодарности. Адресуй по-прежнему: в дом Талызина, на Никитском бульваре. Супругу и деток обними. Твой весь Н. Гоголь |